# Hmotné právo
Hmotné právo je souhrn právních norem, které stanoví svým adresátům subjektivní práva a povinnosti. Postup, jak se těchto práv domoci, nebo jak vymoci tyto povinnosti reguluje procesní právo.
Hmotným právem se myslí soubor právních norem (obsažených např. v zákoně nebo vyhlášce), které ve spojení s právní skutečností (např. smlouvou) zakládají subjektu subjektivní právo (např. právo na minimální mzdu, právo pronajímatele na nájemné v určité výši). Pokud je dané subjektivní právo založené hmotným právem porušeno, slouží oprávněnému subjektu právo procesní, aby své subjektivní právo cestou práva (tzn. u soudu, později ve formě exekuce) vynutil, tedy zajistil jeho procesní ochranu.
Příkladem hmotněprávního zákoníku je občanský zákoník, příkladem hmotného práva subjektivního je právo nebýt rušen při výkonu svého vlastnického práva. (Ovšem zároveň s odpovídající hmotněprávní povinností tohoto vlastníka při výkonu svého vlastnického práva nerušit ostatní.)